# Tatla Lake
Tatla Lake är en sjö i Kanada.   Den ligger i provinsen British Columbia, i den sydvästra delen av landet, 3 600 km väster om huvudstaden Ottawa. Tatla Lake ligger 909 meter över havet. Arean är 16,9 kvadratkilometer. Den sträcker sig 15,9 kilometer i nord-sydlig riktning, och 18,9 kilometer i öst-västlig riktning.
I omgivningarna runt Tatla Lake växer i huvudsak barrskog. Trakten runt Tatla Lake är nära nog obefolkad, med mindre än två invånare per kvadratkilometer.